# Natation artistique aux Jeux olympiques d'été de 2024
Navigation
Tokyo 2020 Los Angeles 2028
Les compétitions de natation artistique aux Jeux olympiques d'été de 2024 se déroulent du 5 au 10 août 2024.

## Lieu de la compétition
Les deux épreuves de natation artistique ont lieu au Centre aquatique olympique situé dans le quartier de La Plaine Saint-Denis, à Saint-Denis, au nord de Paris. Il se situe en face du Stade de France.
Le centre est l'un des seuls équipements sportifs construits pour les Jeux olympiques. Il accueille également le plongeon et une partie de tournoi de water-polo.

## Épreuves
Deux épreuves de natation artistique sont au programme : le duo à deux et le ballet par équipes à huit. L'épreuve de natation artistique par équipes  réunira 10 pays, chaque équipe étant composée d'un maximum de huit athlètes en compétition et d'un athlète de réserve.
Pour la première fois, l'épreuve de ballet ne sera pas obligatoirement exclusivement féminine puisque le CIO autorise en décembre 2022  la présence de deux nageurs dans les équipes. Malgré la modification des règles, aucun nageur n'est sélectionné par les dix-huit nations qualifiées pour les épreuves olympiques. La compétition est exclusivement féminine, comme pour les éditions antérieures.
Le nombre total d’athlètes s'élève à 96, équipes et duos confondus. La France en tant que pays hôte, reçoit huit places de quota.

### Pays

#### Équipe
Cinq équipes sont qualifiées pour la compétition par équipe de natation artistique selon les critères des championnats continentaux par le Comité National Olympique (Égypte, Mexique, Chine, France, Australie). La France est qualifiée comme en étant le pays hôte des Jeux olympiques de Paris 2024.
Cinq équipes supplémentaires (États-Unis, Espagne, Japon, Italie et Canada) sont qualifiées à l'issue des Championnats du monde aquatiques de Doha 2024 grâce au score combiné de points de leur équipe dans les épreuves acrobatiques, techniques et libres.

#### Duo
Douze duos sont qualifiés selon les critères des championnats continentaux par le Comité National Olympique (Australie, Canada, Égypte, France, Italie, Japon, Mexique, République populaire de Chine, Espagne, États-Unis, Autriche et Nouvelle-Zélande).
Cinq duos supplémentaires sont qualifiées (Grande-Bretagne, Pays-Bas, Grèce, Israël, Ukraine et République de Corée) à l'issue des Championnats du monde aquatiques de Doha 2024.

## Calendrier
| Date    | Horaire | Épreuve     | Programme             |
| ------- | ------- | ----------- | --------------------- |
| 5 août  | 19h30   | Par équipes | Programme technique   |
| 6 août  | 19h30   | Par équipes | Programme libre       |
| 7 août  | 19h30   | Par équipes | Programme acrobatique |
| 9 août  | 19h30   | Duo         | Programme technique   |
| 10 août | 19h30   | Duo         | Programme libre       |

- Finales

## Médaillées
| Épreuve     | Or | Argent | Bronze |
| ----------- | --- | --- | --- |
| Duo         | Chine - Wang Qianyi - Wang Liuyi                                                                                               | Grande-Bretagne - Kate Shortman - Isabelle Thorpe | Pays-Bas - Bregje de Brouwer - Noortje de Brouwer |
| Par équipes | Chine - Cheng Hao - Cheng Wentao - Feng Yu - Wang Ciyue - Wang Liuyi - Wang Qianyi - Xiang Binxuan - Xiao Yanning - Zhang Yayi | États-Unis - Anita Alvarez - Jaime Czarkowski - Megumi Field - Keana Hunter - Audrey Kwon - Calista Liu - Jacklyn Luu - Daniella Ramirez - Ruby Remati | Espagne - Txell Ferré - Marina García Polo - Lilou Lluís Valette - Meritxell Mas - Alisa Ozhogina - Paula Ramírez - Sara Saldaña - Iris Tió - Blanca Toledano |

## Résultats détaillés

### Duo
| Rang                                | Pays             | Nageuses                                          | Programmes | Programmes | Total       |
| Rang                                | Pays             | Nageuses                                          | Technique  | Libre      | Total       |
| ----------------------------------- | ---------------- | ------------------------------------------------- | ---------- | ---------- | ----------- |
| Médaille d'or, Jeux olympiques      | Chine            | Wang Liuyi Wang Qianyi                            | 276,7867   | 289,6916   | 566,4783    |
| Médaille d'argent, Jeux olympiques  | Grande-Bretagne  | Kate Shortman Isabelle Thorpe                     | 264,0282   | 294,5085   | 558,5367    |
| Médaille de bronze, Jeux olympiques | Pays-Bas         | Bregje de Brouwer Noortje de Brouwer              | 264,7066   | 293,6897   | 558,3963    |
| 4                                   | Autriche         | Anna-Maria Alexandri Eirini-Marina Alexandri      | 267,2533   | 288,4145   | 555,6678    |
| 5                                   | Ukraine          | Maryna Aleksiiva Vladyslava Aleksiiva             | 260,4600   | 278,2084   | 538,6684    |
| 6                                   | Grèce            | Sofia Evangelia Malkogeorgou Evangelia Platanioti | 250,4584   | 281,8418   | 532,3002    |
| 7                                   | Espagne          | Alisa Ozhogina Ozhogin Iris Tio Casas             | 254,0816   | 267,4021   | 521,4837    |
| 8                                   | Japon            | Moe Higa Tomoka Sato                              | 257,3533   | 249,7271   | 507,0804    |
| 9                                   | Canada           | Audrey Lamothe Jacqueline Simoneau                | 207,5167   | 290,9103   | 492,4270    |
| 10                                  | États-Unis       | Jaime Czarkowski Megumi Field                     | 230,7134   | 254,0354   | 484,7488    |
| 11                                  | Israël           | Shelly Bobritsky Ariel Nassee                     | 246,0666   | 239,3416   | 482,4082    |
| 12                                  | Mexique          | Nuria Diosdado Joana Jimenez                      | 238,9383   | 232,6563   | 471,5946    |
| 13                                  | Corée du Sud     | Hur Yoonseo Lee Riyoung                           | 227,5667   | 227,7500   | 455,3167    |
| 14                                  | France           | Anastasia Bayandina Romane Lunel                  | 241,3116   | 189,0687   | 430,3803... |
| 15                                  | Égypte           | Nadine Barsoum Hana Hiekal                        | 196,5250   | 225,6541   | 422,1791    |
| 16                                  | Australie        | Rayna Buckle Kiera Gazzard                        | 210,0782   | 198,0271   | 408,1053    |
| 17                                  | Nouvelle-Zélande | Nina Brown Eva Morris                             | 188,0901   | 166,5105   | 354,6006    |

### Par équipes
| Rang                                | Nageurs | Programmes | Programmes | Programmes  | Total    |
| Rang                                | Nageurs | Technique  | Libre      | Acrobatique | Total    |
| ----------------------------------- | --- | ---------- | ---------- | ----------- | -------- |
| Médaille d'or, Jeux olympiques      | Chine - Chang Hao - Cheng Wentao* - Feng Yu - Wang Ciyue - Wang Liuyi - Wang Qianyi - Xiang Binxuan - Xiao Yanning - Zhang Yayi                                                             | 313.5538   | 398.8917   | 283.6934    | 996.1389 |
| Médaille d'argent, Jeux olympiques  | États-Unis - Anita Alvarez - Jaime Czarkowski - Megumi Field - Keana Hunter - Audrey Kwon - Calista Liu* - Jacklyn Luu - Daniella Ramirez - Ruby Remati                                     | 282.7567   | 360.2688   | 271.3166    | 914.3421 |
| Médaille de bronze, Jeux olympiques | Espagne - Txell Ferré - Marina García Polo - Lilou Lluís Valette - Meritxell Mas - Alisa Ozhogina - Paula Ramírez - Sara Saldaña* - Iris Tió - Blanca Toledano                              | 287.1475   | 346.4644   | 267.1200    | 900.7319 |
| 4                                   | France Laelys Alavez - Anastasia Bayandina - Manon Disbeaux* - Ambre Esnault - Laura Gonzalez - Romane Lunel - Eve Planeix - Charlotte Tremble - Laura Tremble                              | 277.7925   | 340.0561   | 268.8001    | 886.6487 |
| 5                                   | Japon - Moka Fujii* - Moe Higa - Moeka Kijima - Uta Kobayashi - Tomoka Sato - Ayano Shimada - Ami Wada - Mashiro Yasunaga - Megumu Yoshida                                                  | 284.9017   | 343.0291   | 252.7533    | 880.6841 |
| 6                                   | Canada - Sydney Carroll* - Scarlett Finn - Audrey Lamothe - Jonnie Newman - Raphaelle Plante - Kenzie Priddell - Claire Scheffel - Jacqueline Simoneau - Florence Tremblay                  | 262.4808   | 343.6854   | 253.0567    | 859.2229 |
| 7                                   | Mexique - Regina Alférez - Fernanda Arellano - Nuria Diosdado - Itzamary González - Glenda Inzunza* - Joana Jiménez - Samanta Rodríguez - Jessica Sobrino - Pamela Toscano                  | 242.9491   | 347.3874   | 263.4567    | 853.7932 |
| 8                                   | Italie - Linda Cerruti - Marta Iacoacci - Sofia Mastroianni - Susanna Pedotti* - Enrica Piccoli - Lucrezia Ruggiero - Isotta Sportelli - Giulia Vernice - Francesca Zunino                  | 277.8304   | 326.1500   | 241.9866    | 845.9670 |
| 9                                   | Australie - Carolyn Rayna Buckle - Natalia Caloiero* - Georgia Courage-Gardiner - Raphaelle Gauthier - Kiera Gazzard - Margo Joseph-Kuo - Anastasia Kusmawan - Zoe Poulis - Milena Waldmann | 235.9071   | 280.5521   | 211.9766    | 728.4358 |
| 10                                  | Égypte - Farida Abdelbary - Mariam Ahmed - Nadine Barsoum - Amina Elfeky - Hana Hiekal - Salma Marei - Sondos Mohamed - Nehal Saafan - Malak Toson*                                         | 242.7651   | 243.9896   | 219.2267    | 705.9814 |

## Tableau des médailles
- Pays organisateur (France)

| Rang  | Nation          | Or | Argent | Bronze | Total |
| ----- | --------------- | -- | ------ | ------ | ----- |
| 1     | Chine           | 2  | 0      | 0      | 2     |
| 2     | Grande-Bretagne | 0  | 1      | 0      | 1     |
| 2     | États-Unis      | 0  | 1      | 0      | 1     |
| 4     | Pays-Bas        | 0  | 0      | 1      | 1     |
| 4     | Espagne         | 0  | 0      | 1      | 1     |
| Total | Total           | 2  | 2      | 2      | 6     |